# Église Saint-Pierre-Saint-Paul de Saint-Pierre
Pour les articles homonymes, voir Église Saint-Pierre-Saint-Paul.
L'église Saint-Pierre-Saint-Paul est une église catholique de l'île de La Réunion, département d'outre-mer français dans le sud-ouest de l'océan Indien. Située au 54 rue Auguste-Babet dans le centre-ville de Saint-Pierre, et sur la rive droite de la rivière d'Abord, elle est inscrite à l'inventaire des Monuments historiques depuis le 22 octobre 1998,.